# 코바 (회사)
코바(CohBar, Inc.)는 만성 및 노화 관련 질병 치료를 위해 미토콘드리아 기반 치료제의 연구 개발에 주력하는 임상 단계 생명 공학 회사다. 코바의 설립에는 신진 대사와 세포 사멸을 조절하고 나이가 들면서 생물학적 활성이 감소하는 미토콘드리아 게놈 내에서 자연적으로 발생하는 미토콘드리아 유래 펩타이드의 새로운 그룹을 발견하는 것이 시초가 되었다. 현재까지 이 회사는 100개 이상의 미토콘드리아 유래 펩타이드를 발견하고 1,000 개 이상의 유사체를 생성했다. 코바는 펩티드를 NASH (비 알코올성 지방 간염), 비만, 섬유 성 질환, 암, 급성 호흡 곤란 증후군 (ARDS), 제2형 당뇨병을 포함한 광범위한 질병을 해결할 수 있는 치료제로 개발하는 데 초점을 맞추고 있다. 이 회사의 주요 화합물 인 CB4211은 NASH 및 비만에 대한 1a / 1b 상 임상 시험의 1b 상 단계에 있다.